# Arena Vänersborg
Arena Vänersborg er en indendørs arena i Vänersborg, Sverige. VM i bandy 2013 afvikledes her.